# Torymus impar
Torymus impar är en stekelart som beskrevs av Camillo Rondani 1877. Torymus impar ingår i släktet Torymus och familjen gallglanssteklar. Arten är reproducerande i Sverige. Inga underarter finns listade i Catalogue of Life.